# Матусевич Микола Іванович
Микола Іванович Матусевич (нар. 19 липня 1946, Матюші, Білоцерківський район, Київська область, УРСР) — український дисидент, член-засновник Української Гельсінкської групи (УГГ).

## Життєпис
Микола Матусевич народився 19 липня 1946 року в селі Матюші Білоцерківського району Київської області. Навчався на історичному факультеті Київського державного університету імені Тараса Шевченка, звідки 1973 року був виключений із четвертого курсу за «неуспішність» — насправді за «неблагонадійність», за симпатії до репресованої української інтелігенції. Працював редактором у видавництві медичної літератури.
24 грудня 1976 року в членів Української Гельсінської спілки були обшуки, причому в Миколи Руденка «знайшли» сховані 40 доларів США, в Олеся Бердника — порнографічні листівки, в Олексія Тихого — стару німецьку гвинтівку. На знак протесту Р. Руденко, О. Бердник, М. Маринович і Матусевич оголосили голодування. Після арешту М. Руденка і О. Тихого Матусевич підписав листа до урядів країн-учасниць Гельсінської угоди на їх захист із проханням сприяти їхньому звільненню. У березні-квітні його викликали на допити у справі М. Руденка і О. Тихого.
23 квітня 1977 року Матусевич був заарештований разом з М. Мариновичем за звинуваченням в «антирадянській агітації і пропаганді», ст. 62 ч. 1 КК УРСР і в «хуліганстві», ст. 206 ч. 1 КК УРСР за подіями чотирирічної давнини. Ні в розслідуванні, ні в суді, який відбувся 22–27 березня 1978 року в м. Василькові Київської області, Матусевич участі не брав. Вирок — максимальний термін за ст. 62 КК УРСР — 7 років таборів суворого режиму та 5 років заслання. З 3 червня 1978 року відбував покарання в таборі ВС-389/35 на ст. Всехсвятська Чусовського району, Пермської області.
Зазнавали переслідувань у зв'язку з ув'язненням Матусевича не лише його дружина, О. Гейко-Матусевич, а й сестра, Т. Матусевич. У цеху, де вона працювала, було влаштовано збори, які ганьбили її за те, що вона не відмежувалася від антирадянських дій брата. Промовці навіть казали, що їй не можна довіряти роботу інженера.
У неволі Матусевич підписував листи та звернення, брав участь у голодівках протесту в дні політв'язня і прав людини, у страйках на знак протесту проти порушень прав в'язнів тощо, за що неодноразово був покараний позбавленням побачень, а також 9 разів карцером і ПКТ (приміщення камерного типу) — загалом на 10 місяців.
Матусевич хворів гіпертонією (був звільнений від служби в армії), у нього хворе серце.
У жовтні 1979 року мати Матусевича звернулася «до всіх людей доброї волі» з закликом захистити її сина. 5 лютого 1980 року співробітник КДБ сказав, що їй нададуть побачення з сином, якщо вона погодиться «вплинути» на нього.
5 листопада 1980 року Матусевич засуджений на 3 роки тюремного ув'язнення, які провів у в'язниці УЭ-148/ст.-4 м. Чистополя (Татарська АРСР).
Заслання Матусевич відбував у с. Кіра Читинської області. Будучи «помилуваним» у 1988 році, відмовився виїхати з місця заслання, домагаючись реабілітації. КДБ влаштовував провокації, аж до замахів на життя Матусевича.
З початку 1989 року Матусевич живе в місті Васильків Київської області. Працює будівельником.
Микола Матусевич в інтерв'ю Сергію Набоці сказав: 
| «Я нічого героїчного не робив – просто займався тим, до чого тяглась душа: боронив людську гідність»[2] |

## Державні нагороди
- Орден «За мужність» I ст. (8 листопада 2006)[3] — за громадянську мужність, самовідданість у боротьбі за утвердження ідеалів свободи і демократії та з нагоди 30-ї річниці створення Української Громадської Групи сприяння виконанню Гельсінкських угод.